# Zimtbär
Der Zimtbär oder Rostflügelbär (Phragmatobia fuliginosa) ist ein Schmetterling (Nachtfalter) aus der Unterfamilie der Bärenspinner (Arctiinae).

## Beschreibung

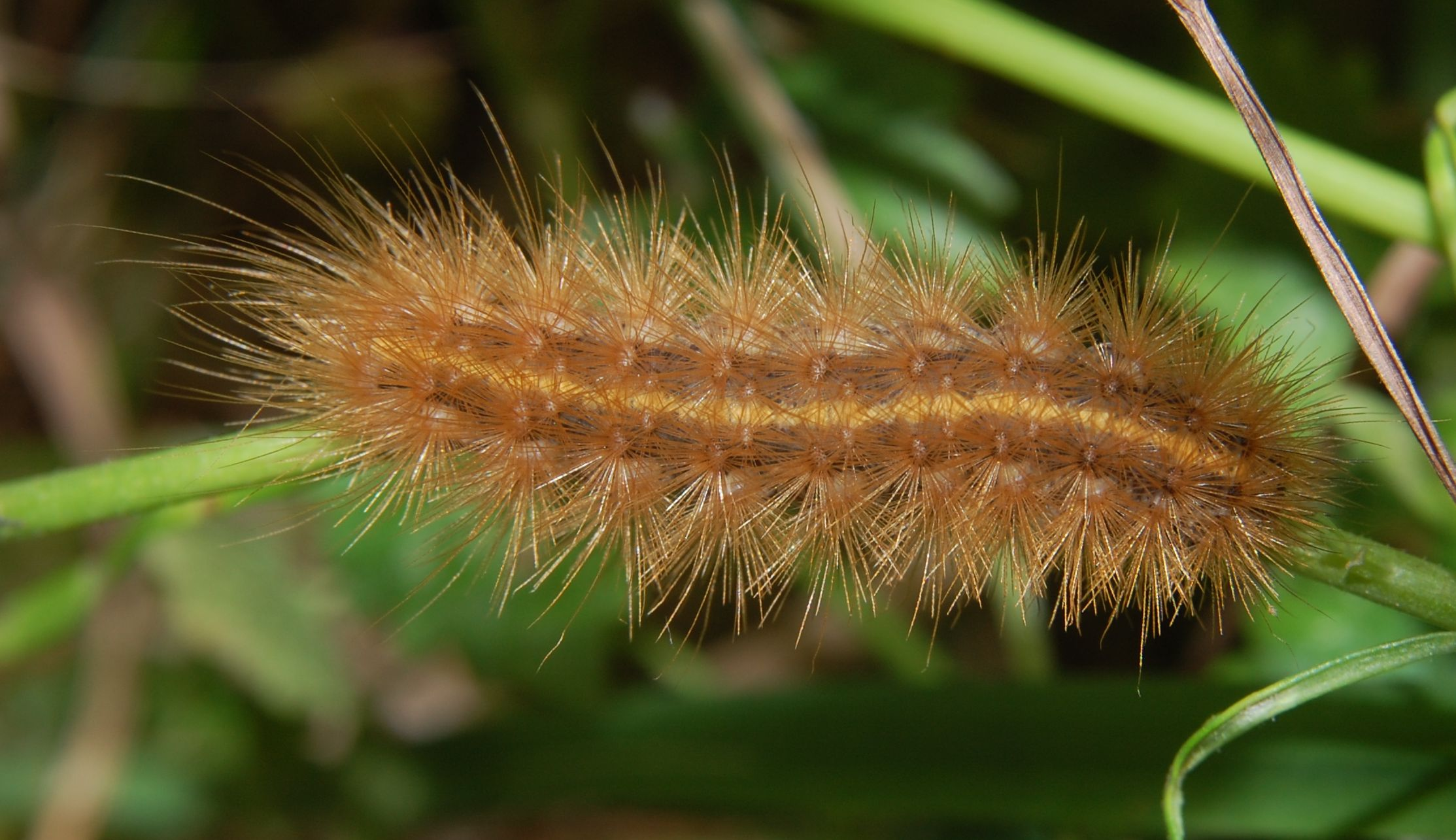
Raupe des Zimtbären

Die Falter erreichen eine Flügelspannweite von 30 bis 35 Millimeter. Die Flügeloberseite ist zimtfarben und weist einen kleinen schwarzen Punkt in der Mitte auf. Allerdings variiert der Braunton oft beträchtlich, von hellbraun bis dunkelrötlichbraun. Die Hinterflügel sind leuchtend dunkelrot gefärbt und zeigen unterschiedlich starke schwarze Punkte. Die Warnfärbung „Rot mit Punkten“ wiederholt sich auf dem Körper. Die Warnzeichnung soll Vögel vom Verzehr dieser Art abhalten (Aposematismus). Jungvögel lernen diese Warnung spätestens dann zu verstehen, wenn sie einen dieser Falter probieren, denn sie werden ihn auf Grund seiner Ungenießbarkeit direkt wieder ausspeien. Auch die Raupen sind  für Vögel ungenießbar. Sie enthalten Pyrrolizidinalkaloide, die sie aus ihrer pflanzlichen Nahrung sequestrieren.
Das rötliche Ei ist kugelig und unten abgeplattet.
Die Raupen werden ca. 35 Millimeter lang. Sie sind schwarzgrau gefärbt und haben dichte Büschel von rotbraunen oder hell graubraunen Haaren. Am Rücken verläuft ein hell gelblicher Längsstreifen.
Die schwärzliche Puppe weist gelbliche Segmenteinschnitte auf.

## Ähnliche Arten
- Kaiserbär (Phragmatobia luctifera Goeze, 1781)

## Lebensraum
Man findet den Zimtbären auf Wiesen, Weiden, an den Rändern von Wäldern, in Heidelandschaften und auf Ödländern in ganz Europa. In Gebirgen tritt er bis zu einer Höhe von 3000 Meter in Erscheinung. Da er aufgrund seiner Ungenießbarkeit und Aposematismus wenig Feinde hat, können ihm nur kalte und verregnete Sommer zusetzten, in diesen findet man die Falter nur sehr selten. Ist aber der Sommer warm und trocken kommt er häufig vor.

## Flug- und Raupenzeiten
In einem Jahr kommt es zu zwei Generationen. Die erste Generation der nachtaktiven Falter findet man von Mitte April bis Anfang Juni; die zweite, flugaktivere Generation, von Juli bis Mitte August. Die Raupen findet man von September bis Anfang April bzw. von Juni bis Juli. Die Raupe überwintert.

## Nahrung der Raupen
Die Raupen ernähren sich von verschiedenen krautigen Pflanzen und Sträuchern, wie z. B. von Brombeeren (Rubus fruticosus), Schlehdorn (Prunus spinosa), Echtem Mädesüß (Filipendula ulmaria), Spitzwegerich (Plantago lanceolata), Jakobs-Greiskraut (Senecio jacobaea) und Löwenzahn (Taraxacum officinale) u. v. a. Günter Ebert listet 21 verschiedene Raupennahrungspflanzen auf.
Durch die Ernährung an Alpendost (Adenostyles), Huflattich (Tussilago farfara), Greiskräutern (Senecio) wie Jakobs-Greiskraut und anderen Alkaloid-enthaltenden Pflanzen wird deren Toxin aufgenommen und hauptsächlich als Danaidal (2,3‐Dihydro‐1H‐Pyrrolizidin‐7‐Carbaldehyd) eingelagert, wodurch die Art für viele Fressfeinde ungenießbar wird. Die Ernährung der Larven mit Pyrrolizidinalkaloiden verhilft den adulten Männchen auch zur Produktion von mehr Pheromonen.

## Entwicklung
Zum Anlocken der Weibchen stülpen die Männchen schlauchartige Pheromon-enthaltende Organe (Coremata) aus ihrem Abdomen hervor. Die Weibchen legen die befruchteten Eier in sehr großen Gelegen von bis zu 500 Stück nebeneinander an die Unterseite von Blättern der Futterpflanzen. Die Verpuppung der Raupen findet direkt nach der Überwinterung statt, manchmal findet man sehr früh aktive Tiere sogar auf Schnee herumkrabbelnd. Sie verpuppen sich in einem graubraunen Gespinst, meist zwischen Blättern und Pflanzenteilen in Bodennähe.